# Grand Prix Gazipaşa féminin
Le Grand Prix Gazipaşa féminin est une course cycliste d'un jour qui se déroule entre Gazipaşa et Kahyalar dans la province d'Antalya. Créée en 2019, elle fait partie du Calendrier international féminin UCI, en classe 1.2. L'épreuve masculine est au calendrier de l'UCI Europe Tour depuis 2019.

## Palmarès
| Année | Vainqueur   | Deuxième           | Troisième           |
| ----- | ----------- | ------------------ | ------------------- |
| 2019  | Ina Savenka | Maria Novolodskaya | Mariia Miliaeva     |
| 2020  | Olga Shekel | Polina Kirillova   | Galina Tchernychova |
| 2022  | Olga Shekel | Julia Biryukova    | Yanina Kuskova      |